# Xã Cheever, Quận Dickinson, Kansas
Xã Cheever (tiếng Anh: Cheever Township) là một xã thuộc quận Dickinson, tiểu bang Kansas, Hoa Kỳ. Năm 2010, dân số của xã này là 130 người.